# Вегавіс
Вегавіс (Vegavis iaai) — викопний вид птахів вимерлого ряду Vegaviiformes, що існував у кінці крейди (68-66 млн років тому). Скам'янілі рештки виду знайдені в Антарктиці на острові Вега.

## Назва
Родова назва Vegavis означає птах із острова Вега. Видова назва iaai утворена від акроніму IAA (Instituto Antartico Argentino) — Аргентинського інституту Антарктики, організації, що організувала експедицію в Антарктику.

## Опис
Голотип складається з часткового посткраніального скелету. Знахідка скелету стало важливим відкриттям: вона стала доказом теорії, що всі сучасні групи птахів виникли вже у кінці крейдяного періоду. Вид належав до клади Galloanserae. Серед сучасних птахів, вегавіс найбільш тісно пов'язаний з качками та гусьми, але не вважається їхнім прямим предком. Ця знахідка була розцінена як перший фізичний доказ того, що представники деяких груп сучасних птахів жили у мезозої.